# Glengoyne
Glengoyne je škotski single malt viski, ki ga izdelujejo v istoimenski destilarni v kraju Dumgoyne na jugozahodnem delu škotskega višavja.

## Zgodovina
Destilarna je bila ustanovljena leta 1833 in danes velja za eno najlepših na Škotskem. Ime izvira iz besede Glenguin, kar v keltskem jeziku pomeni  dolina divjih gosi.
V aprilu 2003 je destilarno kupilo podjetje Ian Macleod Distillers Ltd., skupaj s trgovskima znamkama Glengoyne Single Malt in Langs Blended Whisky. Poleg destilacije podjetju prinaša dobiček tudi turizem, saj je destilarna že dolgo znana kot »žganjarna odprtih vrat« in letno v svoje prostore privabi okoli 35.000 obiskovalcev.
Glavni trgi, kjer se Glengoyne single malt prodaja, so: Združeno kraljestvo, Skandinavija, Francija, Nemčija in Združene države Amerike.

## Polnitve
Glengoyne je eden redkih škotskih viskijev, pri katerem skaljenega ječmena ne sušijo s kurjenjem šote pod tlemi sušilnice. V destilarni verjamejo, da to viskiju omogoča bolj čisto aromo. Tako je Glengoyne aromatičen viski brez dimnatega šotnega okusa, v njem pa prevladuje okus po orehih.
Glengoyne polnijo pri starosti 10, 12, 17, 21 in 28 let, občasno pa napolnijo kakšno omejeno serijo starejših letnikov.